# Clorură de vanadiu (IV)
Clorura de vanadiu (IV) este o sare a vanadiului cu acidului clorhidric cu formula chimică VCl4.